# Батлук Вікторія Арсеніївна
 Вікторія Арсенівна Батлук — українська науковиця і винахідниця, авторка книжок з екології та охорони праці.

## Біографія
Народилася 26 січня 1947 р. у м. Львові.
У 1969 р. закінчила механічний факультет Львівського політехнічного інституту (ЛПІ) за спеціальністю «Напівпровідникове та електровакуумне машинобудування».
Залишилась працювати в інституті спочатку інженеркою (1969–1970), потім молодшою (1973–1974) і нарешті старшою науковою співробітницею (1974–1979) лабораторії НДС-24 кафедри процесів та апаратів хімічного виробництва. 
1970–1973 рр. навчалася в аспірантурі при ЛПІ.
1973 р. захистила дисертаційну роботу «Исследование процесса пылеулавливания с помощью жалюзийного инерционного пылеуловителя нового типа» на здобуття наукового ступеня кандидата технічних наук під керівництвом професора Г. А. Аксельруда.
Працювала на кафедрі охорони праці ЛПІ: асистенткою (1980–1988), доценткою (1988–2002).
2001 р. захистила дисертаційну роботу «Наукові основи створення високоефективного пиловловлюючого обладнання» на здобуття наукового ступеня доктора технічних наук. Науковий консультант — професор І. І. Назаренко.
З 2002-го до дня смерті 12 березня 2014 р. — професорка кафедри охорони праці Інстититу енергетики та систем керування Національного університету «Львівська політехніка».
2005 р. Атестаційна колегія МОН України присвоїла В. А. Батлук вчене звання професора кафедри охорони праці.

## Публікації
Авторка і співаввторка наукових і навчально-методичних праць, серед яких:
Монографія
- Акустичні пиловловлювачі. — Львів : Афіша, 2000. — 208 с. — ISBN 966-7760-12-X

Підручники:
- Охорона праці (у співавторстві з Г. Г. Гогіташвілі та Р. А. Яцюком, 2005);
- Промислова екологія" (у співавторстві з В. М. Сторожуком і М. М. Назаруком, 2005);
- Основи екології (2007);

Навчальні посібники:
- Основы экологии и охрана окружающей природной среды (2001);
- Охорона праці в галузі телекомунікацій / В. А. Батлук, Г. Г. Гогіташвілі,  Р. В. Уваров, Т. А. Смердова. — Львів : Афіша, 2003. — 320 с.: іл. — ISBN 966-8013-51-4
- Охорона праці у будівельній галузі (у співавторстві з Г. Г. Гогіташвілі, 2006)[2]

- Радіаційна екологія (2009);
- Охорона праці (у співавторстві з М. П. Куликом і Р. А. Яцюком, три видання протягом 2008–2011 рр.)[3];
- Охорона праці в галузі телекомунікаційних мереж і систем (2013, у співавторстві з М. М. Климашем і Р. А. Яцюком, 2013)[4].

## Винаходи
Авторка та співавторка понад 100 авторських свідоцтв і патентів на винаходи. Пиловловлювачі, у створенні яких брала участь Батлук, впроваджені на підприємствах будівельної, хімічної, метало- та деревообробної промисловості, для вловлення цементу, асфальтобетону, керамічного пилу, шихти, зсуії, тютюну, льону, сурику, глинопорошку, викидів при роботі гальванічних ванн, бурінні свердловин і т. д. Розроблені методи пиловловлювання у комбінованих силових полях: механічних, акустичних та магнітних, які знайшли широке застосування для вловлення полідисперсного пилу.

## Нагороди
Конструкції пиловловлювачів, у створенні яких брала участь авторка, нагороджені двома срібними медалями ВДНГ СРСР і дипломом І ступеня ВДНГ УРСР.